# Molpadia blakei
Molpadia blakei är en sjögurkeart. Molpadia blakei ingår i släktet Molpadia och familjen Molpadiidae. Inga underarter finns listade i Catalogue of Life.